# Otar Kiteischwili
Otar Kiteischwili (georgisch ოთარ კიტეიშვილი; englisch Otar Kiteishvili; * 26. März 1996 in Rustawi) ist ein georgischer Fußballspieler.

## Karriere

### Verein
Kiteischwili begann seine Karriere bei Dinamo Tiflis. Im April 2014 wurde er an den Ligakonkurrenten Metalurgi Rustawi verliehen. Sein Debüt in der Umaghlessi Liga gab er im Mai 2014, als er am achten Spieltag der Meisterrunde der Saison 2013/14 gegen Sioni Bolnissi in der 75. Minute für Kachaber Kakaschwili eingewechselt wurde. In jenem Spiel, das Rustawi mit 2:0 gewann, erzielte er den Treffer zum Endstand.
In der Winterpause der Saison 2014/15 kehrte er zu Dinamo Tiflis zurück. Nachdem er in der ersten Saisonhälfte 14 Spiele für Rustawi in der höchsten georgischen Spielklasse absolviert hatte, absolvierte er nach seiner Rückkehr ebenso viele Spiele für Tiflis. Seinen ersten Ligatreffer für Tiflis erzielte Kiteischwili im Oktober 2015 bei einem 1:0-Sieg gegen den FC Dinamo Batumi.
Nach 98 Ligaspielen für Dinamo Tiflis, in denen er 17 Tore erzielen konnte, wechselte er im Juli 2018 nach Österreich zum SK Sturm Graz, bei dem er einen bis Juni 2022 laufenden Vertrag erhielt.

### Nationalmannschaft
Kiteischwili spielte 2014 erstmals für Georgiens U-19-Auswahl. Im Oktober 2015 debütierte er gegen Kroatien für die U-21-Mannschaft.
Im November 2016 stand er gegen Moldau erstmals im Kader der A-Nationalmannschaft. Sein Debüt für die A-Nationalmannschaft gab er im Januar 2017, als er in einem Testspiel gegen Usbekistan in der Startelf stand und in der 89. Minute durch Giorgi Papunaschwili ersetzt wurde.  In der erfolgreichen Qualifikation für die EM 2024 wurde er in sieben der zehn Spiele eingesetzt, darunter die beiden Play-off-Spiele, und wurde für die Endrunde nominiert.

## Persönliches
Sein Bruder Paata (* 1999) ist ebenfalls Fußballspieler.

## Erfolge
mit dem Verein
Dinamo Tiflis
- Georgischer Meister: 2015/16
- Georgischer Pokalsieger: 2014/15, 2015/16
- Georgischer Supercup-Sieger: 2015

SK Sturm Graz
- Österreichischer Meister: 2024, 2025
- Österreichischer Cup-Sieger: 2023, 2024

persönlich
- Bester Spieler der Bundesliga: 2024, 2025
- 28. Bruno-Gala: Spieler der Saison (2024)[2]